# Scaptodrosophila metatarsalis
Scaptodrosophila metatarsalis är en tvåvingeart som först beskrevs av Toyohi Okada och Carson 1980.  Scaptodrosophila metatarsalis ingår i släktet Scaptodrosophila och familjen daggflugor. Inga underarter finns listade i Catalogue of Life.